# Flyverøn
Flyverøn er rønnebærtræer der vokser højt til vejrs i murrevner på bygninger og kirketårne og i toppen af stynede pile- og poppeltræer. Der er de blevet sået af fugle, som efterstræber de røde bær, hvis frø kan passere fuglenes fordøjelseskanal uden at miste spireevnen.
Rønnebær har fra gammel tid været anset for hellig og undergørende, et godt middel mod trolddom og hekseri. Dette gjaldt ikke mindst flyverøn. Om flyverøn sagde man, at det onde var magtesløst overfor et træ, der ikke havde haft sin rod i jorden. 
Derfor blev flyverønnens træ brugt som værn for hus, dyr og redskaber. Troen på rønnetræets kraft går i Danmark tilbage til bronzealderen, hvor en rønnepind er mellem de tryllemidler, en kvinde fik med i sin grav. I kristen tid tillagdes røn undergørende virkning, fordi man mente, at Jesu kors var lavet af dens træ.